# Ignaz Valentin Heggelin
Ignaz Valentin Heggelin (* 1. Januar 1738 in Markdorf; † 1. Mai 1801 in Warthausen) war ein katholischer Theologe, Diözesanpriester und Dekan.

## Leben
Heggelins Geburtsort Markdorf lag seinerzeit im Gebiet des Hochstifts Konstanz. Er besuchte das Gymnasium in Konstanz und studierte an der Albert-Ludwigs-Universität Freiburg, wo er auch zum Priester geweiht wurde. 1761 wurde Heggelin Präses am Domus sapientiae, einer neben der Universität bestehenden Erziehungsanstalt. 1764 wechselte er gemäß seinem Wunsch als Pfarrer nach Warthausen. Die dortige Kirche stand unter dem Patronat der Universität Freiburg und gehörte zum Bistum Konstanz. Hier blieb Heggelin bis zu seinem Tod als Pfarrer tätig und war zwischendurch auch noch Dekan des Dekanats Biberach. Zur Zeit seiner Ankunft residierte im Schloss Warthausen Graf Anton Heinrich Friedrich von Stadion, der ehemalige Großhofmeister und Staatsminister am Hof in Kurmainz. Im Umfeld des Grafen befanden sich auch der kurmainzische Hofrat und Kanzler Georg Michael Frank von La Roche und dessen Gemahlin Sophie von La Roche, die Heggelin somit kennenlernen konnten. Heggelins Bedeutung entstand durch seine als vorbildlich gerühmte Tätigkeit sowohl als Prediger wie auch als Katechet, Erzieher, Schul- und Kinderfreund, als väterliche Bezugsperson aller Gläubigen in seiner Pfarrei, sowie insbesondere als Seelsorger und Wohltäter der Armen, Kranken und Betrübten. Er machte sich einen Namen als Berater aller Bedrängten, als Mentor für jüngere Geistliche und solche, die es werden wollten sowie insbesondere als Gönner der Lehrlinge im Handwerk, für die er eigens ein Vademecum verfasste. Zu seinen Freunden zählte der Theologe und spätere Bischof Johann Michael Sailer sowie der reformierte Schweizer Theologe Johann Caspar Lavater. Die von Pfarrer Lavater am 24. November 1776 in Zürich gehaltene und im Nachgang gedruckte Predigt zur Nachtmahlsvergiftung an der heiligen Stätte kritisierte Heggelin jedoch scharf, da diese Predigt offenkundig Rachegedanken schürte. Heggelin war ein Befürworter der Reformen im Sinne der Aufklärung, die Kaiser Joseph II. durchführen ließ und unter der Bezeichnung Josephinismus bekannt geworden sind. Insbesondere begrüßte Heggelin die Abschaffung der Vielzahl an Feiertagen, die es vorher in den Landen der Habsburger und somit auch in Vorderösterreich gab.   
Das Gemeindehaus in Warthausen, welches sich neben der Pfarrkirche St. Johannes befindet, erinnert als Heggelinhaus Warthausen an die segensreiche Zeit seines Wirkens.

## Schriften
- Hundert väterliche Lehren für die wandernden Handwerksgesellen. 1796, Nachdruck vom Centralschulbücherverlag, München 1836